# 让·勒雷
让·勒雷（法語：Jean Leray，1906年11月7日—1998年11月10日），法国数学家，工作领域为偏微分方程与代数拓扑。

## 生平
他出生于南特。1926年至1929年求学于高等师范学校。1933年获得哲学博士学位。从1938年到1939年他是南锡大学的教授。他虽没有加入布尔巴基小组，但与其创立者们关系密切。
他在拓扑学的主要工作于1940年至1945年在奥地利埃德巴赫（Edelbach）的战俘营完成。他隐瞒了在偏微分方程方面的知识，因为考虑到其与应用数学的联系，可能会迫使他卷入战争工作。
勒雷这一时期的工作极具成就，他开创了谱序列与层的想法。这些思想后来为许多人所发展，都成为同调代数里重要的工具。
大约从1950年，他重新回到偏微分方程的工作。1945年至1947年于巴黎大学任教授，其后直到1978年一直在法兰西公学。

## 奖项和荣誉
他曾获得：
- 1938年罗马尼亚 Malaxa Prize
- 1940年法兰西科学院数学科学大奖（the Grand Prix in mathematical sciences）
- 1971年林琴学院 Feltrinelli Prize
- 1979年以色列沃尔夫数学奖
- 1988年苏联罗蒙诺索夫金质奖章